# José Gonzalvo Uson
José Gonzalvo Ùson, né le 6 avril 1921 à Gelsa (Espagne) et mort le 23 novembre 2012 à Sainte-Croix-du-Mont (France), est un officier de l'Armée populaire de la République Espagnole qui a intégré en juin 1943 le 2e bataillon F.T.P.F. du 1er régiment de Dordogne-Nord avec le grade de capitaine. Il a joué un rôle important dans la Résistance aux côtés du commandant Emilio Alvarez Canossa, un autre vétéran de la guerre d'Espagne et d'Angelo Ricco, un jeune combattant italien des Brigades Internationales qui s'est engagé également dans la lutte clandestine en Dordogne.

## Le parcours
José Gonzalvo Ùson est né le 6 avril 1921 à Gelsa, Aragon, en Espagne. Peu après la tentative de coup d'État des 17 et 18 juillet 1936 conduite par le général Franco, il s'engage dans l'armée populaire de la République espagnole à l’âge de 15 ans, en rejoignant la colonne Durruti. Puis il est transféré à Valencia où il est affecté à un détachement de carabiniers qui gardent les côtes bombardées par l'aviation de Benito Mussolini. Après la chute de Barcelone reprise par les forces franquistes au cours de l'hiver 1939, il arrive en France en février de la même année en même temps qu'un demi million d'exilés espagnols, pourchassés par les nationalistes. C'est la Retirada. Il franchit la frontière au col d'Ares, puis il est d'abord dirigé vers Saint-Cyprien où sont internés, dans des conditions très dures, de nombreux réfugiés qui affluent en quelques jours sur le sol français. Puis il rejoint Bram (Aude) et participe à différents chantiers de travaux publics dans les Pyrénées-Orientales jusqu'en octobre 1941. À cette date, il part pour la Haute-Vienne, dans la région de Saint-Yrieix-la-Perche. José fera connaissance de Michelle Puyrigaud épouse de Roger Ranoux qui était très sensible à la lutte du peuple espagnol et qui l'avait hébergé quelque temps avant qu'ils rejoignent Sarlande. Dans la nuit du 12 février 1944 le groupe FTPF Ricco, sous les ordres de Gaston Terrioux alias commandant Nelson, 1er major de l’école des cadres F.T.P. de Fanlac (responsable militaire FTPF Dordogne nord), procédait au sabotage de l'usine de production électrique de Tuilières (Saint-Capraise-de-Lalinde) ou était présent José Gonzalvo Ùson. Cette opération avait été décidée au niveau de l'inter-région FTPF, et organisée simultanément avec le sabotage de l'usine de Mauzac (Mauzac-et-Grand-Castang). Entré dans la clandestinité, il prend la tête d'un groupe de maquis F.T.P.F. formé à Sarlande (Dordogne) et porte dès lors le pseudonyme de "Capitaine Pierre". De juin 1943 à octobre 1944, il prend une part très active à la lutte armée en Dordogne et dans la région de Saint-Yrieix (Haute-Vienne). Il intègre en octobre 1944 la 471e brigade espagnole lors de l'opération Reconquista (invasion du Val d'Aran, octobre 1944).